# Susanne Peschke-Schmutzer

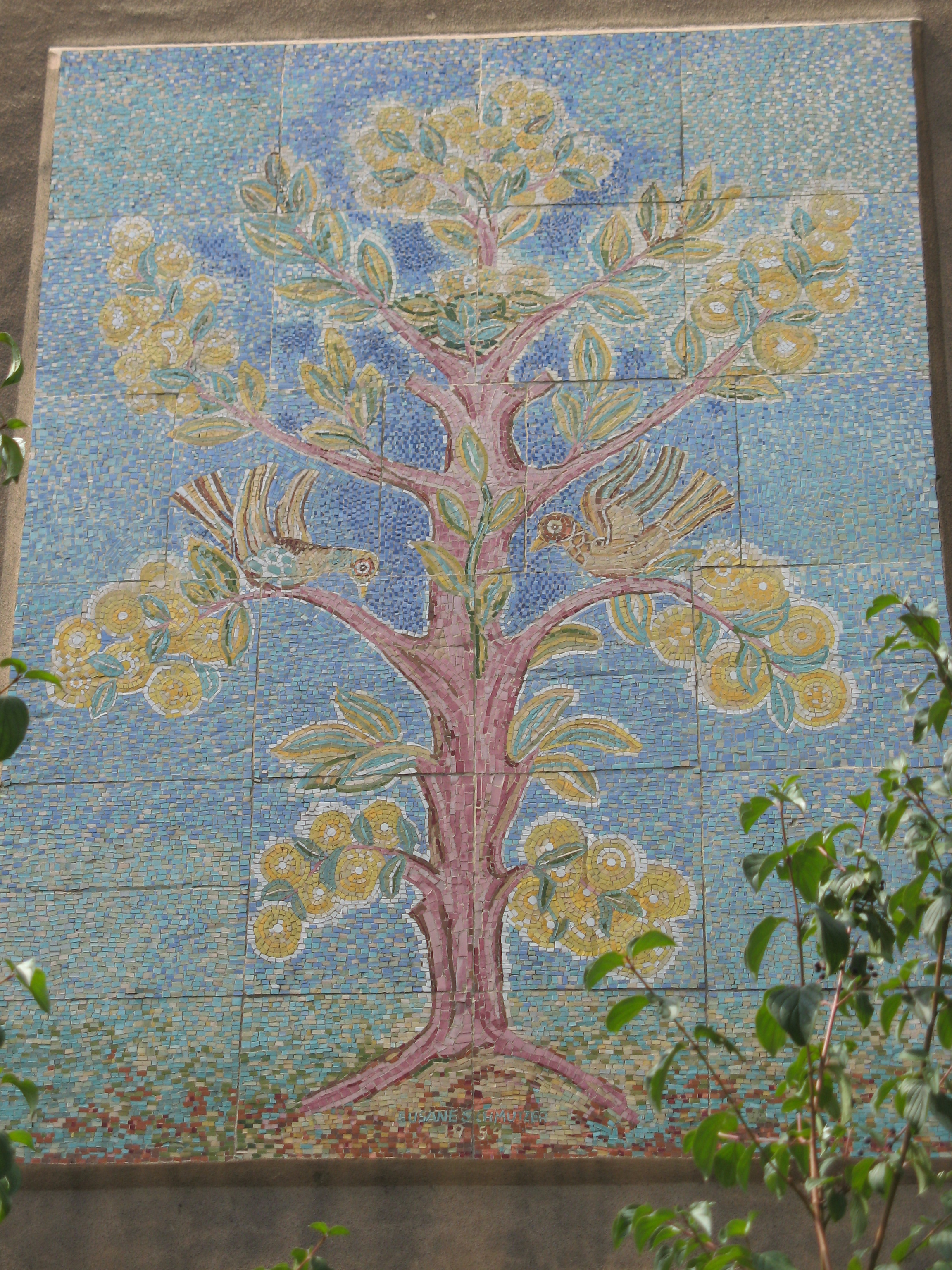
Frühling (1953/54), Mosaik, Ruckergasse 54–58, Wien-Meidling

Susanne Peschke-Schmutzer (* 12. Juli 1911 in Wien; † 18. Juli 1991 ebenda) war eine österreichische bildende Künstlerin und Bildhauerin.
Susanne Peschke-Schmutzer war Tochter des Malers Ferdinand Schmutzer. Sie studierte an der Akademie der bildenden Künste Wien in der Meisterklasse Josef Müllners. Ihr Gatte war der Bildhauer Paul Peschke. Sie wurde am Döblinger Friedhof in einem ehrenhalber gewidmeten Grab bestattet.
In ihrem Werk beschäftigte sie sich mit Kupferarbeiten, wie der Gestaltung von Toren in Wien und Niederösterreich, Reliefs und Fassadengestaltungen.

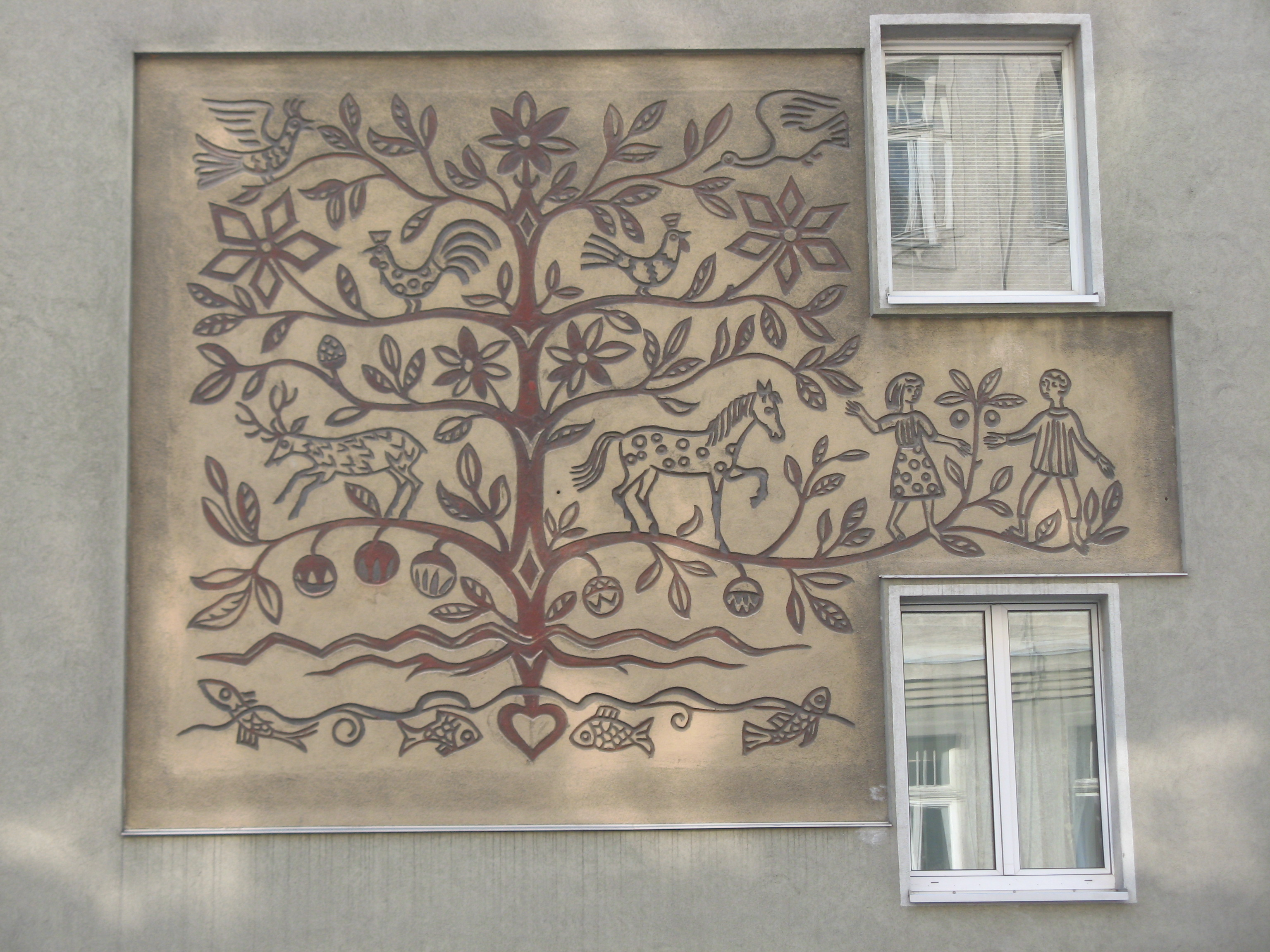
Ornamentaler Lebensbaum (1956), Sgraffito, Rechberggasse 16–20, Wien-Favoriten

## Werke
- Kupferrelief, Pausenhalle der Schule Ziegelofengasse, Wien 4
- Logenadler, Burgtheater, Wien
- Frühling, Mosaik, 12 m², Ruckergasse 54–58, Wien 12 (1953–1954)
- Ornamentaler Lebensbaum, Sgraffito, 14 m², Rechberggasse 16–20, Wien 10 (1956)
- Elefant, Kunststein mit Mosaik, 2 m, Gutheil-Schoder-Gasse 68–76, Wien 23 (1958–1961)

## Einzelnachweis
1. ↑  Grabstelle Susanna Peschke, Wien, Döblinger Friedhof, Gruppe 42, Reihe 9, Nr. 8.

| Personendaten    | Personendaten                           |
| ---------------- | --------------------------------------- |
| NAME             | Peschke-Schmutzer, Susanne              |
| ALTERNATIVNAMEN  | Schmutzer, Susanne (Geburtsname)        |
| KURZBESCHREIBUNG | österreichische Malerin und Bildhauerin |
| GEBURTSDATUM     | 12. Juli 1911                           |
| GEBURTSORT       | Wien                                    |
| STERBEDATUM      | 18. Juli 1991                           |
| STERBEORT        | Wien                                    |